# Альбатрелові
Albatrellaceae — родина базидіомікотових грибів порядку русулальні (Russulales). Містить 45 видів. Більшість представників родини утворюють мікоризу з хвойними деревами. Можливо, деякі види є сапротрофами. Ростуть на ґрунті, на пнях або на коренях і стовбурах живих дерев.

## Опис
Плодові тіла одно- або багатошапкові, поодинокі, зростаються краями капелюшків або основою ніжок, з бічною, ексцентричною або центральною ніжкою, м'ясисті. Тканина біла або світла, іноді рожева або зелена при пошкодженні. Гіменофор трубчастий, одношаровий.

## Роди
- Albatrellus
- Byssoporia
- Fevansia
- Jahnoporus
- Leucogaster
- Leucophleps
- Mycolevis
- Polyporoletus
- Scutiger